# 張錦 (成化進士)
張錦（1440年—1501年），字尚絅，陝西岷州衛軍籍，河南開封府太康縣人，明朝政治人物。

## 生平
成化元年（1465年）乙酉科陝西鄉試第三十七名舉人，成化五年（1469年）中式乙丑科會試第二十三名，二甲第四十二名進士。刑部觀政，授刑部山東司主事，升署員外郎，録囚山東，升署郎中，十四年八月奉命往真定府救水災，十六年十月升大理寺右寺丞，二十年十二月升大理寺左寺丞，二十一年九月升大理寺右少卿，二十二年十二月升都察院右副都御史、巡抚宣府，弘治二年（1489年）丁父忧，服阕，四年三月起复任保定巡抚，四月升刑部左侍郎，弹劾审查安定侯柳景。丁忧，服阕，十年十一月复除原职，十一年十一月乞請归家养亲，十四年闰七月卒，年六十二。

## 家族
曾祖張興；祖父張文信；父張善。母趙氏。妻劉氏，封淑人。子張潛（山東布政使司左參政）、張瀾、張沐、張滂。